# 軟化子

上図は1次元の軟化子。下図において、赤は角（左側の滑らかでない点）とジャンプ（右側の滑らかでない点）を持つ函数であり、青はその軟化されたものである。

数学において、軟化子（なんかし、英: mollifier）あるいは恒等作用素への近似（approximation to the identity）として知られるものは、例えば超函数の理論において、畳み込みを介して、滑らかではない超函数に対する滑らかな函数列を作るために用いられる、特別な性質を備えたある滑らかな函数のことを言う。直感的に、変則的な函数が与えられた際、軟化子との畳み込みを取ることで、その函数は「軟化」される。すなわち、その函数の尖った部分は滑らかなものとなるが、依然として元の滑らかではない超函数に似た性質を保つものが得られる。発見者のカート・オットー・フリードリヒの名に因んで、フリードリヒの軟化子（Friedrichs mollifier）とも呼ばれる。

## 歴史的背景
軟化子は、偏微分方程式の近代理論の下で、ある分水嶺について考えられた論文 (Friedrichs 1944, pp. 136–139) において、カート・オットー・フリードリヒにより導入された。その名前の由来には、ある興味深い逸話がある。ピーター・ラックスは論評 (Friedrichs 1986, volume 1, p. 117) において次のような由来を語っている。当時のフリードリヒの同僚の一人に、数学者 ドナルド・アレクサンダー・フランダーズ がいた。フリードリヒは英語の用法について同僚に相談することが多く、彼の使用した「滑らかにする作用素」の名付け方についてフランダーズにアドバイスを求めた。ところでフランダーズは清教徒であり、その信仰心の高さを知る友人からは、モル・フランダーズに因んで Moll と言うニックネームで呼ばれていた。フランダーズはそのニックネームと、動詞 "mollify" の語呂合わせである mollifier（軟化子）を、その新しい数学の概念の呼び名とした。これは「滑らかにする」という特徴を比喩的に意味するものでもあった。
セルゲイ・ソボレフは、それ以前の1938年のエポックメイキングな彼の論文（ソボレフの埋め込み定理の証明が含まれている）において、軟化子を使用していた。Friedrichs (1953, p. 196) では、そのようなソボレフの業績について次のように謝辞が述べられていた：-"These mollifiers were introduced by Sobolev and the author...".
ここで軟化子の概念には、わずかな誤解が含まれていることに注意する必要がある。
フリードリヒは、今日「軟化子」と呼ばれている函数の一つを積分核に持つ積分作用素のことを「軟化子」と定義していた。しかし、線型積分作用素の性質はその核によって完全に決定されるため、広く使用されるにつれて軟化子という名前はその核の呼び名として受け継がれることとなった。

## 定義

繰り返し軟化されていく函数

### 近代の（超函数に基づく）定義
定義 1. {\displaystyle \varphi } は ℝn, n ≥ 1 上の滑らかな函数で、次の三つの性質を満たすものとする：
(1)   コンパクトな台を持つ。
(2)  {\displaystyle \int _{\mathbb {R} ^{n}}\!\varphi (x)\mathrm {d} x=1}
(3)  {\displaystyle \lim _{\epsilon \to 0}\varphi _{\epsilon }(x)=\lim _{\epsilon \to 0}\epsilon ^{-n}\varphi (x/\epsilon )=\delta (x)}
ここに {\displaystyle \delta (x)} はディラックのデルタ函数であり、その極限はシュワルツ超函数の空間において解釈されるものとする。このとき、{\displaystyle \varphi } は軟化子と呼ばれる。この函数 {\displaystyle \varphi } は、さらに次の性質を満たす場合も考えられている：
(4)   すべての x ∈ ℝn に対して {\displaystyle \varphi (x)\geq 0} を満たす場合は、正軟化子 (positive mollifier) と呼ばれる。
(5)   ある無限回微分可能な函数 μ: ℝ+ → ℝ に対して {\displaystyle \varphi (x)=\mu (|x|)} を満たす場合は、対称軟化子 (symmetric mollifier) と呼ばれる。

### フリードリヒの定義に関する注釈
注釈 1 超函数の理論が未だ広く知られていなかった頃は、上述の性質 (3) は次のような内容で代えられていた：適切なヒルベルト空間またはバナッハ空間に属する与えられた函数と、{\displaystyle \scriptstyle \varphi _{\epsilon }} との畳み込みが、ε → 0  のときにその与えられた函数に収束する これが正確なカート・オットー・フリードリヒの業績である。この結果はまた、軟化子が近似恒等作用素と関連している理由を明らかにするものでもある。
注釈 2 前節でも簡潔に指摘されていたように、軟化子という語はもともとは次の畳み込み作用素に対する呼び名であった：
{\displaystyle \Phi _{\epsilon }(f)(x)=\int _{\mathbb {R} ^{n}}\varphi _{\epsilon }(x-y)f(y)\mathrm {d} y}
ここで {\displaystyle \scriptstyle \varphi _{\epsilon }(x)=\epsilon ^{-n}\varphi (x/\epsilon )} であり、{\displaystyle \varphi } は上述の三条件と、正値性あるいは対称性のいずれか、あるいは両方を満たす滑らかな函数である。

## 具体例
ℝn 上の一変数函数 {\displaystyle \varphi }{\displaystyle (x)} で、次のように定義されるものを考える。
{\displaystyle \varphi (x)={\begin{cases}e^{-1/(1-|x|^{2})}&{\text{ if }}|x|<1\\0&{\text{ if }}|x|\geq 1\end{cases}}}
この函数は無限回微分可能であるが解析的ではなく、|x| = 1 において消失する導函数を持つことは容易に分かる。この函数を全空間での積分で割ることで、積分が 1 となる函数 {\displaystyle \varphi } が得られるが、これを上述のような軟化子として使用することが出来る：また {\displaystyle \varphi }{\displaystyle (x)} は正かつ対称な軟化子を定義することも容易に分かる。

空間 1 次元における函数 '

## 性質
軟化子のすべての性質は、畳み込みの下での挙動と関連している：以下にそれらの性質を列挙する。証明は超函数に関する多くの著書に見られる。

### 滑らかさ
任意の超函数 {\displaystyle T} に対し、実数 {\displaystyle \epsilon } を添え字とする畳み込みの族
{\displaystyle T_{\epsilon }=T\ast \varphi _{\epsilon }}
を考える。ここで {\displaystyle \ast } は畳み込みを表す。これは滑らかな函数の族である。

### 恒等作用素の近似
任意の超函数 {\displaystyle T} に対し、実数 {\displaystyle \epsilon } を添え字とする次の畳み込みの族は、{\displaystyle T} に収束する。
{\displaystyle \lim _{\epsilon \to 0}T_{\epsilon }=\lim _{\epsilon \to 0}T\ast \varphi _{\epsilon }=T\in D^{\prime }(\mathbb {R} ^{n})}

### 畳み込みの台
任意の超函数 {\displaystyle T} に対し、
{\displaystyle \mathrm {supp} T_{\epsilon }=\mathrm {supp} (T\ast \varphi _{\epsilon })\subset \mathrm {supp} T+\mathrm {supp} \varphi _{\epsilon }}
が成り立つ。ここで {\displaystyle \mathrm {supp} } は超函数の意味での台を表し、{\displaystyle +} はミンコフスキー和を表す。

## 応用
軟化子の基本的な応用として、滑らかな函数に対して有効な性質が、滑らかでないものに対しても有効となることを証明する、というものが挙げられる。

### 超函数の積
いくつかの超函数の理論において、軟化子は超函数の積を定義するために用いられる。正確に言うと、二つの超函数 {\displaystyle S} および {\displaystyle T} が与えられたとき、滑らかな函数と超函数の積の極限
{\displaystyle \lim _{\epsilon \to 0}S_{\epsilon }\cdot T=\lim _{\epsilon \to 0}S\cdot T_{\epsilon }{\overset {\mathrm {def} }{=}}S\cdot T}
は（存在するならば）、それらの超函数の積を定義する。これは超函数の様々な理論に現れる。

### "弱=強"の定理
非公式的であるが、軟化子は微分作用素の二つの異なる種類の拡張に対する等号を証明するために用いられる。すなわち、強拡張と弱拡張である。論文 (Friedrichs 1944) ではこの概念が上手く説明されている。しかし、その真の意味を表すためには膨大な量の技術的な詳細が必要となるため、この短い節では公式的な説明は省く。

### 滑らかなカットオフ函数
単位球 {\displaystyle B_{1}=\{x:|x|<1\}} の指示函数と、（{\displaystyle \scriptstyle \epsilon =1/2} として (3) で定義される）滑らかな函数 {\displaystyle \varphi _{2}} との畳み込みによって、函数
{\displaystyle \chi _{B_{1},1/2}(x)=\chi _{B_{1}}\ast \varphi _{1/2}(x)=\int _{\mathbb {R} ^{n}}\!\!\!\chi _{B_{1}}(x-y)\varphi _{1/2}(y)\mathrm {d} y=\int _{B_{1/2}}\!\!\!\chi _{B_{1}}(x-y)\varphi _{1/2}(y)\mathrm {d} y\ \ \ (\because supp(\varphi _{1/2})=B_{1/2})}
が得られる。これは {\displaystyle B_{1/2}=\{x:|x|<1/2\}} 上で {\displaystyle 1} と等しく、台は {\displaystyle B_{3/2}=\{x:|x|<3/2\}} に含まれる滑らかな函数である。これは {\displaystyle |x|} ≤ {\displaystyle 1/2} および {\displaystyle |y|} ≤ {\displaystyle 1/2} であれば {\displaystyle |x-y|} ≤ {\displaystyle 1} であることから容易に分かる。したがって、{\displaystyle |x|} ≤ {\displaystyle 1/2} に対し、
{\displaystyle \int _{B_{1/2}}\!\!\!\chi _{B_{1}}(x-y)\varphi _{1/2}(y)\mathrm {d} y=\int _{B_{1/2}}\!\!\!\varphi _{1/2}(y)\mathrm {d} y=1}
が成り立つ。この構成法が、ある与えられたコンパクト集合の近傍において 1 に等しく、その集合からの距離が与えられた {\displaystyle \scriptstyle \epsilon } よりも大きいすべての点において 0 に等しいような滑らかな函数を得るために一般化する方法は、容易に分かる。そのような函数は（滑らかな）カットオフ函数と呼ばれる。それらの函数は、乗算によって、与えられた超函数の特異性を消すために用いられる。それらは与えられた集合の上でのみ超函数の値を不変に保つものであるため、その函数の台を修正するものである。カットオフ函数はまた、単位元の滑らかな分割を与える基本的なものである。